# Domenick Lombardozzi
Domenick Lombardozzi, född 25 mars 1976 i Bronx, New York, är en amerikansk skådespelare.
Lombardozzi har bland annat medverkat i filmen The Irishman. Han har även medverkat i TV-serierna The Wire och Tulsa King.

## Filmografi (i urval)
- 2002–2008 – The Wire (TV-serie)
- 2015 – Daredevil (TV-serie)
- 2015 – Spionernas bro
- 2019 – The Irishman
- 2022–2023 – Tulsa King (TV-serie)
- 2023 – Reptile